# I Got That Work
I Got That Work è il terzo album in studio del gruppo musicale statunitense Big Tymers, pubblicato il 16 maggio 2000 dalle etichette discografiche Universal Records e Cash Money Records.

## Tracce
1. Big Tymers Intro – 1:55
2. Get Your Roll On – 4:02
3. Nigga Couldn't Know (feat. Lil Wayne) – 4:38
4. #1 Stunna (feat. Juvenile & Lil Wayne) – 4:41
5. Big Chief (feat. Ziggly Wiggly) (Skit) – 1:13
6. No, No (feat. Lil Wayne) – 4:08
7. We Ain't Stoppin (feat. Hot Boys) – 4:01
8. My Life (feat. Hot Boys) – 4:34
9. Sunday Night (feat. Lil Wayne) – 5:13
10. 10 Wayz – 4:25
11. Hard Life (feat. Juvenile & Lil Wayne) – 4:37
12. Big Chief (Skit) – 1:28
13. We Hustle (feat. B.G., Juvenile & Turk) – 4:13
14. Pimp On (feat. Unplugged) – 4:43
15. Stuntastic (feat. B.G. & Lil Wayne) – 4:51
16. Rocky (feat. Juvenile) – 4:49
17. Big Tymers (feat. Lac, Stone & B.G.) – 5:24
18. Snake – 4:49

## Successo commerciale
I Got That Work ha esordito al 3º posto della Billboard 200 con 187 000 copie vendute, segnando il loro primo ingresso nella top 10 della classifica statunitense. L'album è rimasto 29 settimane in classifica ed è certificato disco di platino.

## Classifiche

### Classifiche settimanali
| Classifica (2000) | Posizione massima |
| ----------------- | ----------------- |
| Stati Uniti       | 13                |

### Classifiche di fine anno
| Classifica (2000) | Posizione |
| ----------------- | --------- |
| Stati Uniti       | 65        |